# 国鉄C90形コンテナ
国鉄C90形コンテナ（こくてつC90がたコンテナ）は、日本国有鉄道（国鉄）が保有した、鉄道輸送用一種規格（約11 ft）有蓋コンテナである。

## 概要
国鉄は1966年（昭和41年）度に4形式の試作有蓋コンテナを開発製造した。一挙に4形式を製作したのは色々なタイプを製作し運用試験を行うためであった。4形式は同時に開発されたコキ10000形での運用を前提として製作されたが新幹線でも運用可能な構造とされた。（後に新幹線による貨物輸送計画は中止となった。）この為4形式はフォークリフト荷役上の便宜のため前後左右いずれの方向からでも可能な4方差し構造とされた。4形式の特徴を下記に記載する。
905形
東急車輛製造（905）と富士重工業（906）にて1個ずつ製作された両側側面及び片側妻面の合計3方開き式クレーン上吊り対応コンテナである。寸法関係は全長3,299.2 mm、全幅2,392.4 mm、全高2,359 mm、荷重5 t、自重1.3 t、容積14.25 m3である。
910形
東急車輛製造（910）と富士重工業（911）にて1個ずつ製作された片側妻面1方開き式クレーン上吊り対応コンテナである。寸法関係は全長3,299.2 mm、全幅2,366 mm、全高2,359 mm、荷重5 t、自重1.1 t、容積14.28 m3である。
915形
東急車輛製造（915）と富士重工業（916）にて1個ずつ製作された両側側面2方開き式クレーン上吊り対応コンテナである。寸法関係は全長3,240.4 mm、全幅2,342 mm、全高2,345.2 mm、荷重5 t、自重1.1 t、容積14.19 m3である。
920形
東急車輛製造（920）と富士重工業（921）にて1個ずつ製作された両側側面2方開き式クレーン下吊り対応コンテナである。寸法関係は全長3,288 mm、全幅2,394 mm、全高2,359.2 mm、荷重5 t、自重1.1 t、容積14.16 m3である。
4形式とも東急車輛製造と富士重工業にて1個ずつ製作され1966年（昭和41年）6月に行われた改番によりC90形（C90 1 - C90 8）と定められた。各種試験の後、試作コンテナではあるが実際の営業運用に使用された。
最後の1個が1986年（昭和61年）度に廃止され形式消滅した。